# Willis Goldbeck
Willis Goldbeck est un scénariste, réalisateur et producteur américain né le 24 octobre 1898 à New York et mort le 17 septembre 1979 à Sag Harbor (New York). .

## Filmographie

### comme scénariste

#### Années 1920
- 1923 : Scaramouche de Rex Ingram
- 1924 : Bluff de Sam Wood
- 1924 : The Side Show of Life de Herbert Brenon
- 1924 : Open All Night de Paul Bern
- 1924 : Le Vainqueur (The Alaskan) de Herbert Brenon
- 1924 : Peter Pan de Herbert Brenon
- 1925 : Flower of Night de Paul Bern
- 1925 : A Kiss for Cinderella de Herbert Brenon
- 1926 : Mare Nostrum de Rex Ingram
- 1927 : Convoy de Joseph C. Boyle
- 1927 : The Garden of Allah (en) de Rex Ingram
- 1927 : L'Ennemie (The Enemy) de Fred Niblo
- 1928 : Diamond Handcuffs de John P. McCarthy
- 1928 : Lilac Time de George Fitzmaurice
- 1929 : Terre de volupté (Wild Orchids) de Sidney Franklin
- 1929 : Les Nuits du désert (Desert Nights) de William Nigh

#### Années 1930
- 1932 : La Monstrueuse Parade (Freaks) de Tod Browning (non crédité)
- 1932 : Un meurtre chez les pingouins (Penguin Pool Murder) de George Archainbaud
- 1934 : Murder on the Blackboard de George Archainbaud
- 1934 : Wednesday's Child de John S. Robertson
- 1936 : Le Mystère de Mason Park (Two in the Dark) de Benjamin Stoloff (non crédité)
- 1936 : Le Jardin d'Allah (The Garden of Allah) de Richard Boleslawski (non crédité)
- 1938 : Le Jeune docteur Kildare (Young Dr. Kildare) de Harold S. Bucquet
- 1939 : On demande le docteur Kildare (Calling Dr Kildare) de Harold S. Bucquet
- 1939 : Le Secret du docteur Kildare (The Secret of Dr. Kildare) de Harold S. Bucquet

#### Années 1940
- 1940 : L'Étrange Cas du docteur Kildare (Dr. Kildare's Strange Case) de Harold S. Bucquet
- 1940 : Dr. Kildare Goes Home de Harold S. Bucquet
- 1940 : Dr. Kildare's Crisis de Harold S. Bucquet
- 1941 : The People vs. Dr. Kildare de Harold S. Bucquet
- 1941 : Dr. Kildare's Wedding Day de Harold S. Bucquet
- 1942 : Dr. Kildare's Victory de W.S. Van Dyke
- 1942 : On demande le docteur Gillespie (Calling Dr. Gillespie) de Harold S. Bucquet
- 1942 : Dr. Gillespie's New Assistant (en) de lui-même
- 1949 : Johnny Holiday de lui-même

#### Années 1950
- 1951 : Ten Tall Men de lui-même
- 1955 : Tiger by the Tail de John Gilling
- 1958 : The Colossus of New York de Eugène Lourié

#### Années 1960
- 1960 : Le Sergent noir (Sergeant Rutledge) de John Ford
- 1962 : L'Homme qui tua Liberty Valance (The Man Who Shot Liberty Valance) de John Ford

### comme réalisateur
- 1942 : Dr. Gillespie's New Assistant (en)
- 1943 : Dr. Gillespie's Criminal Case
- 1944 :
  - Rationing
  - Trois Hommes en blanc (Three Men in White)
- 1945 :
- 1945 : L'Impossible Amour (Between Two Women), de Willis Goldbeck
  - She Went to the Races
- 1946 : Peines de cœur (Love Laughs at Andy Hardy)
- 1947 : Dark Delusion (en)
- 1949 : Johnny Holiday
- 1951 : Dix de la légion (Ten Tall Men)

### comme producteur
- 1932 : The Roadhouse Murder, de J. Walter Ruben
- 1947 : Dark Delusion (en), de lui-même
- 1955 : La Peur au ventre (I Died a Thousand Times), de Stuart Heisler
- 1956 : Le Justicier solitaire (The Lone Ranger), de Stuart Heisler
- 1960 : Le Sergent noir (Sergeant Rutledge), de John Ford
- 1962 : L'Homme qui tua Liberty Valance (The Man Who Shot Liberty Valance), de John Ford